# Fusil automatique Huot
Pour les articles homonymes, voir Huot.
 (septembre 2017).
Le fusil automatique Huot est un projet canadien de mitrailleuse légère (appelé en français « fusil-mitrailleur ») de la Première Guerre mondiale.

## Conception et développement

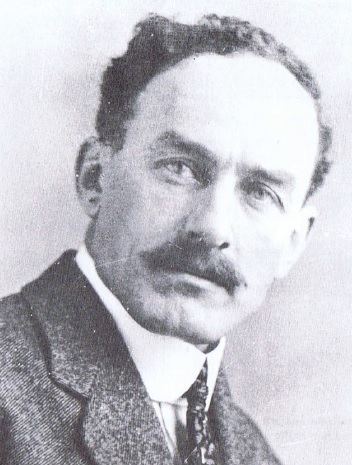
Joseph Alphonse Huot (1918)

En 1916, la Force Expéditionnaire du canada est désespérément à court de mitrailleuses légères. Depuis que la carabine Ross a finalement été retirée du service, il y a un grand nombre de celle-ci dans les surplus.
La même année, Joseph Huot, un ingénieur de Richmond, Québec, adapte le mécanisme à verrou de la carabine Ross. Son prototype, qui partage 33 pièces avec la carabine Ross Mark III, a un piston d'emprunt des gaz parallèle au canon, qui actionne un verrou arrière. Pour absorber l'excès d'énergie, le verrou est amorti. L'ensemble du dispositif est protégé par de la tôle. Huot a copié le système de refroidissement de la Mitrailleuse Lewis, qui est le modèle standard en service dans l'Armée Britannique. son modèle est alimenté à partir d'un chargeur tambour de 25 coups. Il a déposé des brevets canadiens : no 193724 le 8 mars 1917 (accordée le 4 novembre 1919) et no 193725 le 13 novembre 1917.
Au début de septembre 1916, il approche le gouvernement pour obtenir l'autorisation de produire l'arme, et rencontre le Colonel Matyche le 8 septembre, puis il est embauché par le Département Gouvernemental d'expérimentation des armes de petit calibre.
La Dominion Rifle Factory (précédemment Ross Rifle Factory) met au point une version du modèle, sous la supervision de l'Inspecteur-Adjoint des Armes de Petit Calibre, le Major Robert Mills, du Seaforth Highlanders. Ce prototype est testé à Québec, le 12 novembre 1916, puis un deuxième essai (de 650 coups) d'une version améliorée a lieu le 15 février 1917. Le Capitaine-Général de l'Artillerie, Blair, réclame un troisième test, pour lequel sont tirés 11 000 cartouches (pour moitié fournies par la Dominion Cartridge Company, et pour moitié par l'Arsenal fédéral) les 5 et 6 mars 1917. La Huot est également examinée à la Rockcliffe Rifle Range, le 22 octobre de 1917, ce qui conduit S. C. Meuburn à recommander son adoption par l'Armée Britannique.
Pour atteindre ce but, Blair, A. A. Janson, et Huot, s'embarquent pour la Grande-Bretagne et arrivent à Sandling, Hythe, le 10 janvier 1918, pour procéder à des tests intensifs à l'établissement de test de RSAF Enfield. Les tests ont lieu du 19 au 21 mars 1918, et la Huot est confrontée aux mitrailleuses Lewis, Hotchkiss, et Farquhar-Hill. Les résultats semblent favorables. « La Huot a fait mieux dans certains tests que la Lewis. Elle a été supérieure en tir réflexe depuis une tranchée, dans la rapidité de mise en action... » Même boueuse, après quatre ou cinq coups pour la décrasser elle pouvait fonctionner à nouveau, sans nécessité d'un nettoyage ; Blair a indiqué qu'elle était la seule arme de l'essai capable d'être immergée et de continuer à fonctionner.
En tirant 10 000 coups avec la Huot, Enfield met en lumière un encrassement du cylindre des gaz à 4 000 coups, et un canon usé à 10 000. Mais comme cet exemplaire avait déjà tiré quelque 11 000 balles avant d'arriver chez Enfield, c'est compréhensible. Après des essais de toutes les variétés de munitions Mark VII qu'il serait possible de rencontrer (y compris K, KN, J et US), Enfield note que le Huot n'a pas de problèmes majeurs, même s'il y a eu des arrêts inexpliqués, et cela ne nécessite donc pas spécialement une munition spécifique comme pour la Lewis. En outre, la Huot a prouvé être capable de tirer 4 000 coups sans huilage ni nettoyage ; la Lewis a été incapable de le faire.
Dans une lettre du 22 octobre 1917 au Ministre britannique des Munitions, Blair a expliqué que l'outillage nécessaire existe au Canada, et la Dominion Factory est prête à commencer la fabrication de la Huot, en utilisant des pièces de carabine Ross prévues pour la mise au rebut. Après la démonstration de celle-ci en France, le Lieutenant-Général Arthur Currie, commandant le Corps d'armée Canadien, a rapporté que chaque soldat ayant essayé la Huot, l'avait appréciée, et a écrit le 1er octobre 1918 pour demander l'achat de 5 000 exemplaires, en faisant valoir que les pertes en hommes nécessitent l'augmentation de la puissance de feu de chaque soldat, et aussi que ça permettra à ses hommes de répondre au nombre croissant des mitrailleuses légères allemandes. Le modèle n'est pas esthétique, mais avec un coût de 50 C$, il est beaucoup moins cher que la Lewis qui coûtait 1 000 $.
Le seul inconvénient était que la Huot ne permettait que le tir en mode entièrement automatique sans aucune possibilité en mode semi-automatique. Le chargeur pouvait être vidé en 3,2 secondes (un inconvénient partagé par le Browning Automatic Rifle), cependant, la cadence de tir était lente comme le Bren donc ce n'était pas un problème. Un chargeur tambour pouvait être changé en quatre secondes, et un chargeur vide pouvait être regarni en 30 secondes. Le Huot utilisait un clip incurvé de 25 cartouches pour remplir le chargeur tambour. En outre, le Huot fonctionnait tout aussi bien à l'envers.

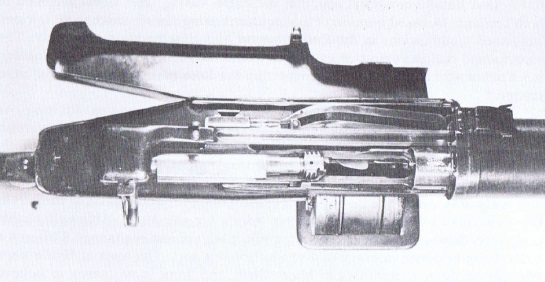
Vue à l'intérieur de la culasse Huot

Enfield a quand même recommandé un certain nombre de changements : le canon doit être couvert sur toute sa longueur d'un bois de têtière, renforçant l'arme, qui a été critiqué pour sa fragilité ; un couvercle en tôle être monté sur le corps, avec une protection contre la poussière sur la trappe d'alimentation ; la bouche du magasin doit être biseautée pour faciliter l'alimentation ; le magasin doit être fait du métal le plus mince possible afin de réduire son poids excessif ; le couvercle de culasse ne doit pas reculer si loin en arrière pour éviter les blessures au tireur ; l'extracteur doit être renforcé pour éviter les pannes d'alimentation dans les cas de cartouches aux bourrelets épais (l'un des rares problèmes d'alimentation noté) ; le levier d'armement doit être supprimé (une remarque bizarre puisque l'arme doit être armée à la main pour le premier coup), et également la suppression de huit nouvelles pièces ; et l'entourage du canon doit être en une seule pièce, afin d'éliminer un risque mineur de rupture.
La guerre finit avant la mise en service, et l'idée est abandonnée. Le projet a personnellement coûté à Huot 30 000 C$.

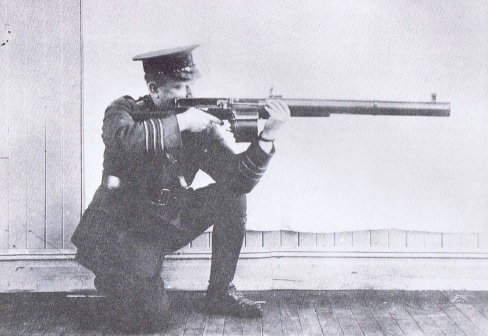
Le Major Robert Blair avec un Huot

Il existe 4 exemplaires dont la localisation est connue (2015) :
- numéro de série 1 - Musée de l'Armée dans la Citadelle d'Halifax, en Nouvelle-Écosse.
- numéro de série 2 - Musée et Archives des Seaforth Highlanders of Canada, à Vancouver, en Colombie-Britannique. C'était un souvenir personnel du Colonel Blair qui est complet avec le clip de chargement et l'étui lourd de transport et de manutention en cuir. les étiquettes de la Compagnie maritime indiquent que c'est l'un des Huot expédiés à l'étranger pour les tests.
- numéro  de série 4 - Musée Canadien De La Guerre, à Ottawa, en Ontario.
- numéro de série 5 - Musée Canadien De La Guerre, à Ottawa, En Ontario.

le numéro 3 n'a pas été localisé et le nombre d'exemplaires fabriqués est incertain.